# El Tossal (Alcoi)

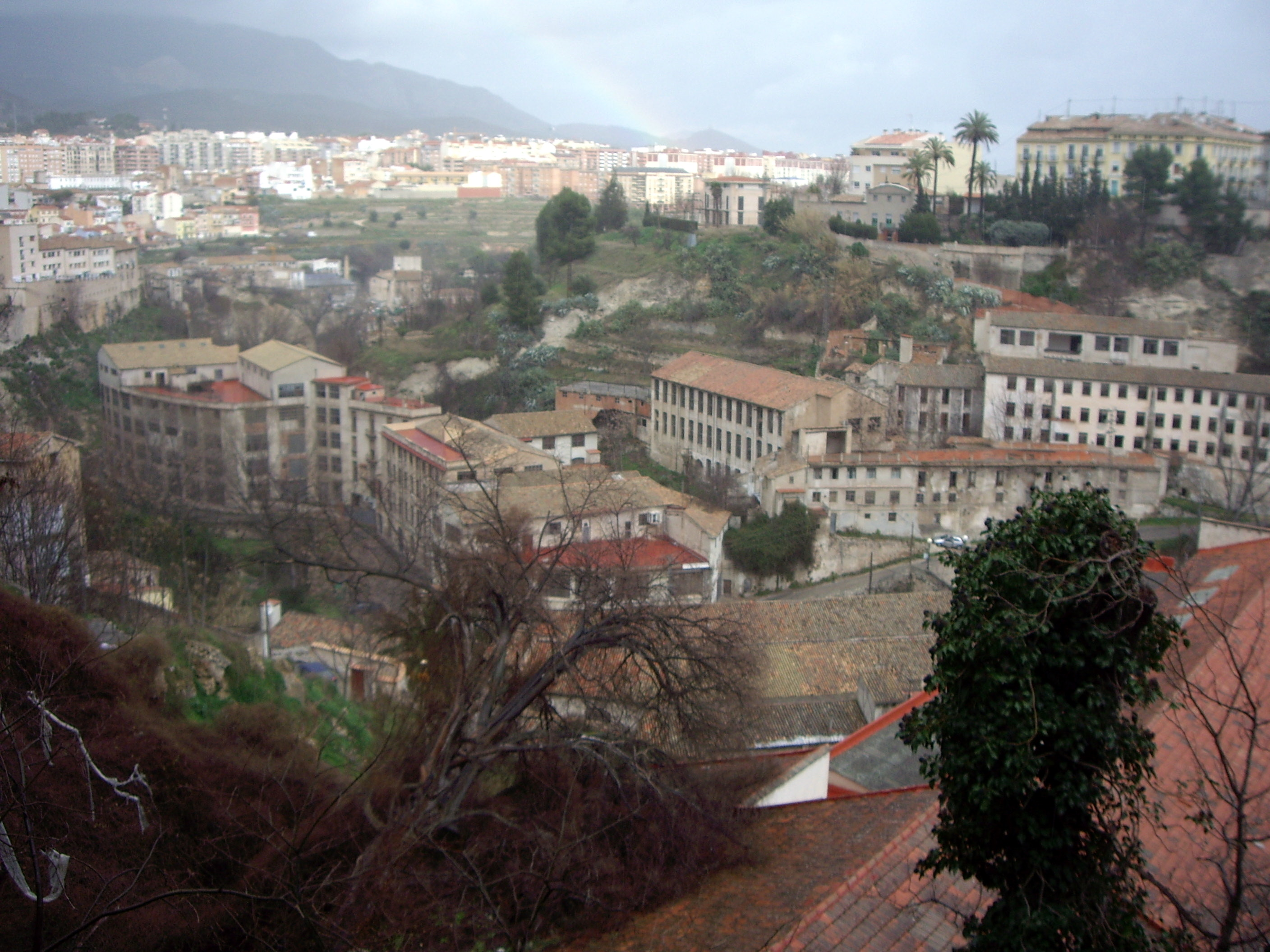
El Tossal. Vista general. Al fons la Zona Nord

El Tossal és una partida d'Alcoi dedicada principalment a la indústria situada en la depressió dels barrancs a la confluència dels rius Riquer i Molinar, al naixement del riu Serpis.
Les empreses s'ubicaven al llarg dels rius per a aprofitar el seu cabal en els molins, l'aigua per als tints i com a abocador. En la zona era molt comú el soroll dels telers a qualsevol hora del dia i nit qualsevol dia de l'any. El 1919 es construïxen 10 edificis de Cases Barates per als obrers en terrenys de la Reial Fàbrica de Draps.
En l'actualitat la zona està molt degradada, amb poc ús industrial i falta d'un sanejament urgent dels llits dels rius. També crida l'atenció el poc o nul cabdal del Molinar en l'actualitat.
Està envoltada pels barris Centre, el Viaducte i per la zona Nord.

## Enllaços externs

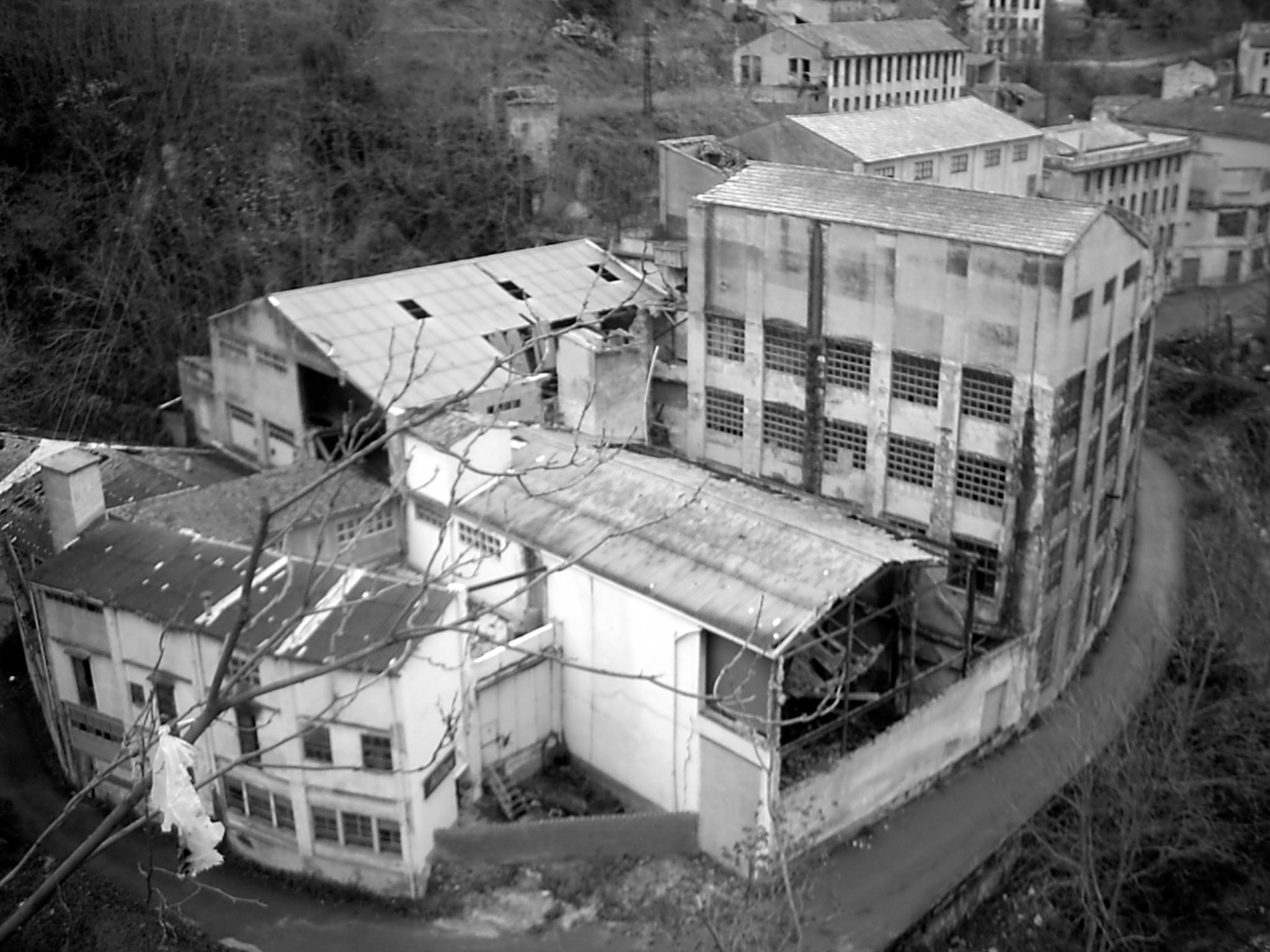
Fàbrica abandonada en el Tossal (Alcoi)